# Vinkrath
Vinkrath is een deelgemeente van Grefrath in het district Viersen in Noordrijn-Westfalen in Duitsland. Vinkrath is aan de Uerdinger Linie. Vinkrath hoort bij het gebied van het Limburgs in het ruimste zin.

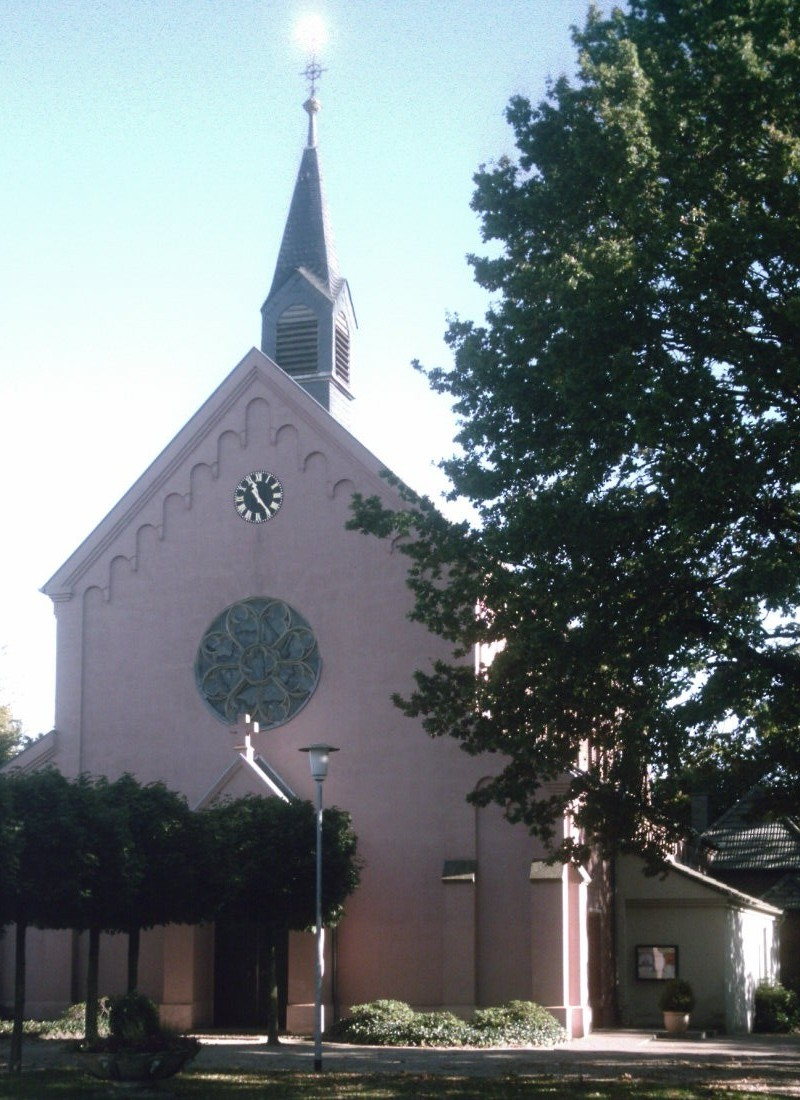
rooms-katholieke kerk te Vinkrath

## De nabije omgeving
| plaatsen in de buurt | plaatsen in de buurt | plaatsen in de buurt | plaatsen in de buurt | plaatsen in de buurt |
| -------------------- | -------------------- | -------------------- | -------------------- | -------------------- |
| Blauwe Lagune        |                      | W'donk-Vorst         |                      | Ziegelheide          |
|                      |                      |                      |                      |                      |
| Glabbach             | Klixdorf             |                      |                      |                      |
|                      |                      |                      |                      |                      |
| Hinsbeck             |                      | Grefrath             |                      | Mülhausen            |

Grefrath · Mülhausen · Oedt · Vinkrath
Brüggen · Grefrath · Kempen · Nettetal · Niederkrüchten · Schwalmtal · Tönisvorst · Viersen · Willich